# Лугань
Луга́нь (Луганка — простонародна назва) — річка в Україні, в межах Донецької та Луганської областей. Права притока Сіверського Дінця (басейн Азовського моря). Довжина річки становить 198 км, площа басейну 3740 км².
Бере початок у східній частині міста Горлівки (48°18′59″ пн. ш. 38°07′22″ сх. д. / 48.316484° пн. ш. 38.122852° сх. д.), біля залізничної станції Байрак. Тече у межах Донецького кряжу переважно на північний схід, у пониззі — на схід. Протікає через місто Луганськ. Впадає (48°37′40.24″ пн. ш. 39°28′11.70″ сх. д. / 48.6278444° пн. ш. 39.4699167° сх. д.) у Сіверський Донець на схід від Луганська, біля Станиці Луганської.

## Етимологія
За народною етимологією, річка Лугань названа так через те, що в її заплаві колись були великі луки.
Однак деякі дослідники висловлюють сумніви щодо утворення гідроніма за допомогою афікса -ань. Одна з найраніших згадок про Лугань міститься в «Розрядній книзі» за 1598 р. Вона також була внесена до «Книги Великому Кресленню» (1627) до розділу, присвяченому річкам, що впадали в Донець «із кримської і ногайської сторони» і мали тюркські назви. У справах Посольського приказу про розшук утікачів за 1707 р. згадується поселення донських козаків Луган. А в листі до Петра І, датованому 1711 р., молдавський господар Д. Кантемир (1673—1723), що походив з татар, писав: «От Бахмута даже до Лагану, понеже суть места пустые…».
Подібні топоніми є на Кавказі. Уздовж кордону Карачаєво-Черкесії і Краснодарського краю здіймається хребет Луган. Від цього ороніма походять вторинні топоніми: річка Луган 43°44′17″ пн. ш. 40°41′09″ сх. д. / 43.738174° пн. ш. 40.685755° сх. д., яка бере початок на північно-західних схилах однойменного перевалу, та озеро Луган 43°43′16″ пн. ш. 40°41′36″ сх. д. / 43.721042° пн. ш. 40.693273° сх. д., що утворилось на іншому боці на висоті 2396 м.
Імовірно, гідронім пов'язаний зі словом, спорідненим з кр.-тат. legen — «таз, цебер». Теж значення має шумер. laḫan gidda — «важка посудина»; пер. lägän — мідний таз, цебер; араб. laqān — «діжа»; тур. leğen — «великий таз»; рос. лохань — «балія, дерев'яна або металева посудина круглої й овальної форми з невисокими краями». У Криму з основою legen є кілька оронімів, які стосуються пагорбів, узвиш. Певні паралелі можна провести з мікротопонімом одного з дніпровських порогів, а саме Лоханським, який був затоплений під час будівництва Дніпрогес. Його назва також пережила трансформацію. На мапі часів російсько-турецької війни (1737), про яку згадує російський історик Василь Татищев, цей поріг позначений як Луган. У ХІХ ст. Олександр Вельтман наводить ще кілька варіантів оніма: Лухан, Лохань, Лоханий, Лоханськой і Лоханський. Радше за все поріг, як й інші узвишшя, що мали такі найменування, були схожі на перегорнуту посудину.
Отже, гідронім Лугань — вторинний онім, який утворився унаслідок топонімічної метонімії. Річка має високі й круті береги або гори, як їх називали в народі. Не виключено, що Лугань запозичила давно забуту назву одного з таких узвиш, серед яких вона звивається. Згодом найменування річки було переосмислене й «ослов'янене». А народна назва Луганка остаточно приховала її походження

## Населені пункти на Лугані

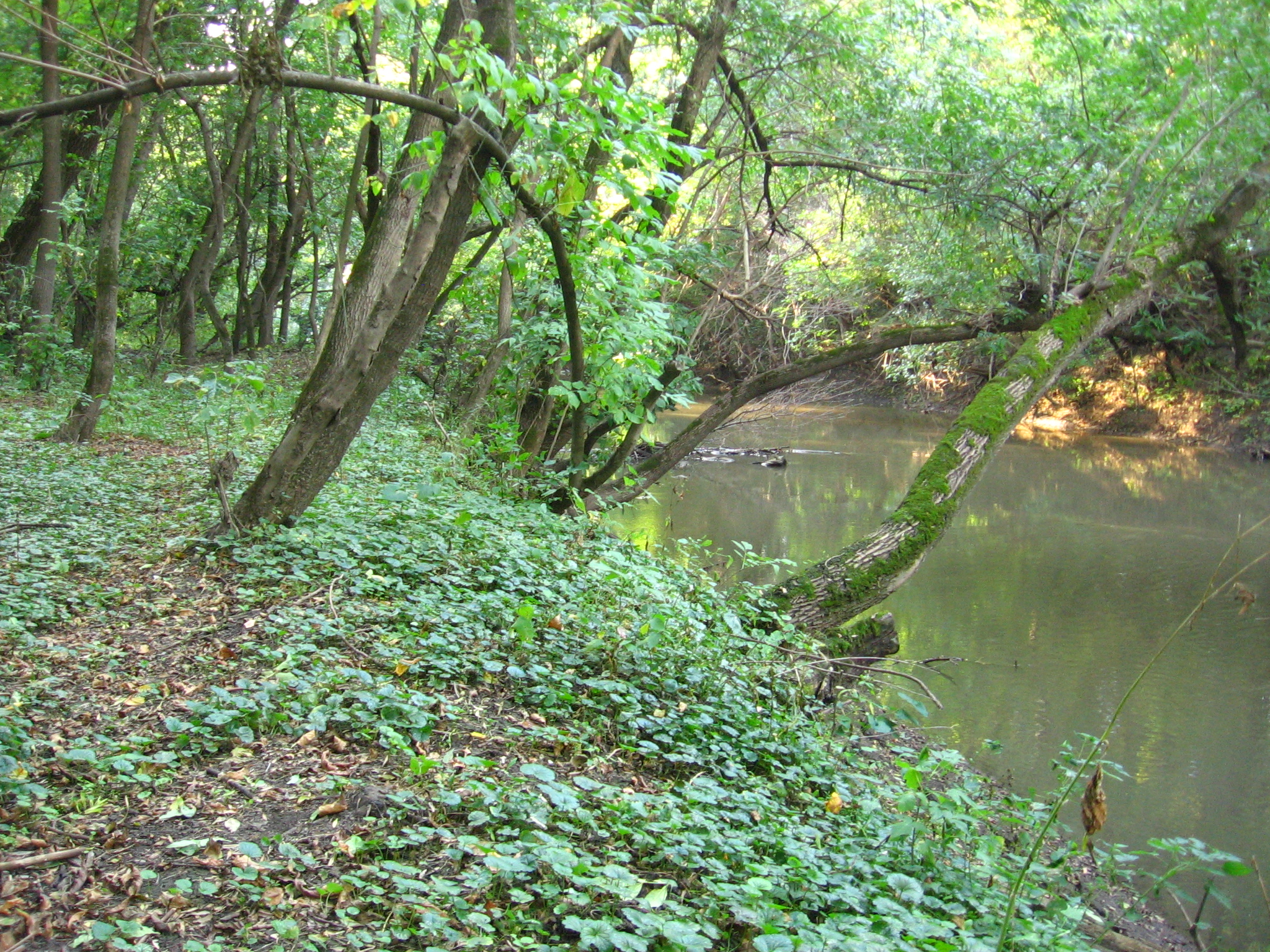
Біля Веселенького (Луганськ)

Міста: Сокологірськ, Голубівка, Зимогір'я, Олександрівськ, Луганськ (усі — Луганська область).
Селища і села: Калінінський район, Байрак, Новолуганське, Світлодарськ, Луганське, Миронівський, Троїцьке, Калинове, Березівське, Голубівське, Донецький, Сентянівка, Хороше, Сабівка, Тепличне, Петровеньки.

## Водосховища
На річці розташовані два водосховища у Донецькій області:
- Миронівське
- Вуглегірське (Водбуд)

### Притоки
Ліві : Картомиша, Комишуваха (гирло між селищами Голубівське і Березівське), Горіхова, Балка Розсохувата, Балка Суха.
 Праві : Гурти, Карапулька, Скельовата, Санжарівка, Ломуватка, Балка Калинівська, Комишуваха (гирло в селі Петровеньки), Балка Сальматрова, Лозова, Біла, Вільхівка.